# ラブとエロス
『ラブとエロス』は、TBS系列で1998年7月2日から9月17日まで毎週木曜日22:00 - 22:54に放送された日本のテレビドラマ。平均視聴率9.4％。長らくソフト化されていなかったが、2015年にDVDが発売された。

## あらすじ
亡き夫の友とその弟二人の愛に揺れる女性の微妙な心を描く。
弁当店を営むカスミは十年前に夫を亡くし、一人息子のタケシと二人暮らし。親子の面倒を何かと見てきた龍一は、カスミに思いを寄せている。仕入れに出かけたカスミは若い男に出会う。男は野菜を分けてくれた上、軽トラックの故障を直してくれた。ある日、龍一は異母弟・次郎の存在を知る。

## キャスト
- 八巻カスミ：浅野温子
- 合田次郎：長瀬智也
- 浜崎麻里：宝生舞
- 木下はま子：寺島しのぶ
- 長谷川八重子：高林由紀子
- 八巻タケシ：後町優太（当時ジャニーズJr.）
- 合田久美子：高畑淳子
- 長谷川龍一：藤井フミヤ

他

## スタッフ
- 脚本：中園ミホ、越智真人
- プロデュース：磯山晶
- 演出：生野慈朗、戸髙正啓、片山修
- 演出補：今井夏木、坪井敏雄、瀬戸口克陽、波多野貴文

## サブタイトル
1. 天使のプロポーズ・悪魔のキス
2. 私の胸で泣いて
3. 純情な初夜と淫らなくちづけ
4. 今夜だけ俺のものになってくれ!
5. 彼と私にバチが当たる夜
6. あなたは俺のカラダの一部
7. 愛の大雨洪水警報
8. 男には行かねばならない時がある
9. 母との再会・涙の観覧車
10. 兄弟の仁義なき戦い
11. あなたなしでは生きていけない!
12. さよなら、私の最愛の人

## 主題歌
- 「わらの犬」藤井フミヤ